# シェーン・コミネ
シェーン・ケンジ・コミネ（Shane Kenji Komine , 1980年10月18日 - ）は、アメリカ合衆国ハワイ州ホノルル出身の元プロ野球選手（投手）。日系3世。
純粋な日本人の家系でアメリカ生まれのメジャーリーガーとしては、ライアン・クロサキ、レン・サカタに次ぐ三人目である。ニックネームは"The Hawaiian Punch-Out"。

## 経歴
ハワイ州の高校を卒業後はネブラスカ大学に進学。エースとして活躍し、ビッグ12カンファレンスの年間最優秀選手賞と年間最優秀投手賞を獲得している。後に同僚となるダン・ジョンソンは大学時代のチームメイトだった。
2002年のMLBドラフトでオークランド・アスレチックスからドラフト9巡目（全体278位）で指名され、プロ入り。
2003年に傘下AA級ミッドランド・ロックハウンズに初昇格。
2006年は傘下AAA級サクラメント・リバーキャッツで開幕を迎え、7月26日に初のメジャー昇格。7月30日のトロント・ブルージェイズ戦でメジャー初登板初先発を果たし、6回を投げて自責点1（奪三振1、四球4）に抑えた。この年はこの試合を含む2試合に先発登板したが、勝ち星を挙げることはできなった。
2007年7月17日、テキサス・レンジャーズ戦に8回から登板した際、同じハワイ出身で日系人のカート・スズキとバッテリーを組んだ。これは、ハワイ出身者同士のバッテリーとしてメジャーリーグ史上初であった。
2008年はメジャー昇格の機会はなく、11月3日にFAとなった。
2009年は独立リーグ・アトランティックリーグのニューアーク・ベアーズでプレーし、この年を最後に現役を引退した。
引退後はハワイに帰郷し、ホテル業界に転職した。

## 詳細情報

### 年度別投手成績
| 年 度    | 球 団    | 登 板 | 先 発 | 完 投 | 完 封 | 無 四 球 | 勝 利 | 敗 戦 | セ 丨 ブ | ホ 丨 ル ド | 勝 率 | 打 者 | 投 球 回 | 被 安 打 | 被 本 塁 打 | 与 四 球 | 敬 遠 | 与 死 球 | 奪 三 振 | 暴 投 | ボ 丨 ク | 失 点 | 自 責 点 | 防 御 率 | W H I P |
| -------- | -------- | ----- | ----- | ----- | ----- | -------- | ----- | ----- | -------- | ----------- | ----- | ----- | -------- | -------- | ----------- | -------- | ----- | -------- | -------- | ----- | -------- | ----- | -------- | -------- | ------- |
| 2006     | OAK      | 2     | 2     | 0     | 0     | 0        | 0     | 0     | 0        | 0           | ----  | 45    | 9.0      | 10       | 3           | 8        | 1     | 0        | 1        | 0     | 0        | 5     | 5        | 5.00     | 2.00    |
| 2007     | OAK      | 2     | 0     | 0     | 0     | 0        | 0     | 0     | 0        | 0           | ----  | 31    | 7.2      | 6        | 2           | 1        | 0     | 1        | 1        | 0     | 0        | 4     | 4        | 4.70     | 0.91    |
| MLB：2年 | MLB：2年 | 4     | 2     | 0     | 0     | 0        | 0     | 0     | 0        | 0           | ----  | 76    | 16.2     | 16       | 5           | 9        | 1     | 1        | 2        | 0     | 0        | 9     | 9        | 4.86     | 1.50    |

### 背番号
- 60（2006年 - 2007年）